# Tig Notaro
Mathilde "Tig" O'Callaghan Notaro (Jackson (Mississippi), 24 maart 1971) is een Amerikaanse comédienne, schrijfster en actrice. Ze staat bekend om haar droge humor. Haar veelgeprezen album Live werd in 2014 genomineerd voor de Grammy Award voor Best Comedy Album tijdens de 56e Grammy Awards. De special Tig Notaro: Boyish Girl Interrupted werd in 2016 genomineerd voor de 68e Primetime Emmy Awards voor Outstanding Writing for a Variety Special. In 2017 werd het album Boyish Girl Interrupted genomineerd voor de Grammy Award voor Best Comedy Album bij de 59e Grammy Awards.

## Discografie

### Albums
- 2011: Good One (cd + dvd, download & vinyl)
- 2012: Live (download)
- 2013: Live: Deluxe Edition (2x cd, download & vinyl)
- 2016: Boyish Girl Interrupted (cd, download & vinyl)
- 2018: Happy To Be Here (vinyl)

## Filmografie

### Films
Uitgezonderd korte films.
- 2013: In a World...
- 2014: Walk of Shame
- 2014: Catch Hell
- 2014: Ashes
- 2016: And Punching the Clown
- 2018: Dog Days
- 2018: Instant Family
- 2019: Lucy in the Sky
- 2021: Music
- 2021: Together Together
- 2021: Army of the Dead
- 2023: We Have a Ghost

### Specials
- 2004: Comedy Central Presents
- 2015: Tig Notaro: Boyish Girl Interrupted
- 2018: Tig Notaro: Happy To Be Here

### Televisieseries
Uitgezonderd gastrollen.
- 2007-2010: The Sarah Silverman Program
- 2009: In the Motherhood
- 2013: Inside Amy Schumer
- 2013-2014: Comedy Bang! Bang!
- 2013-2021: Bob's Burgers (stem)
- 2014-2017: Clarence (stem)
- 2014-2019: Transparent
- 2015-2017: One Mississippi
- 2019-2021: Star Trek: Discovery

## Fotogalerij

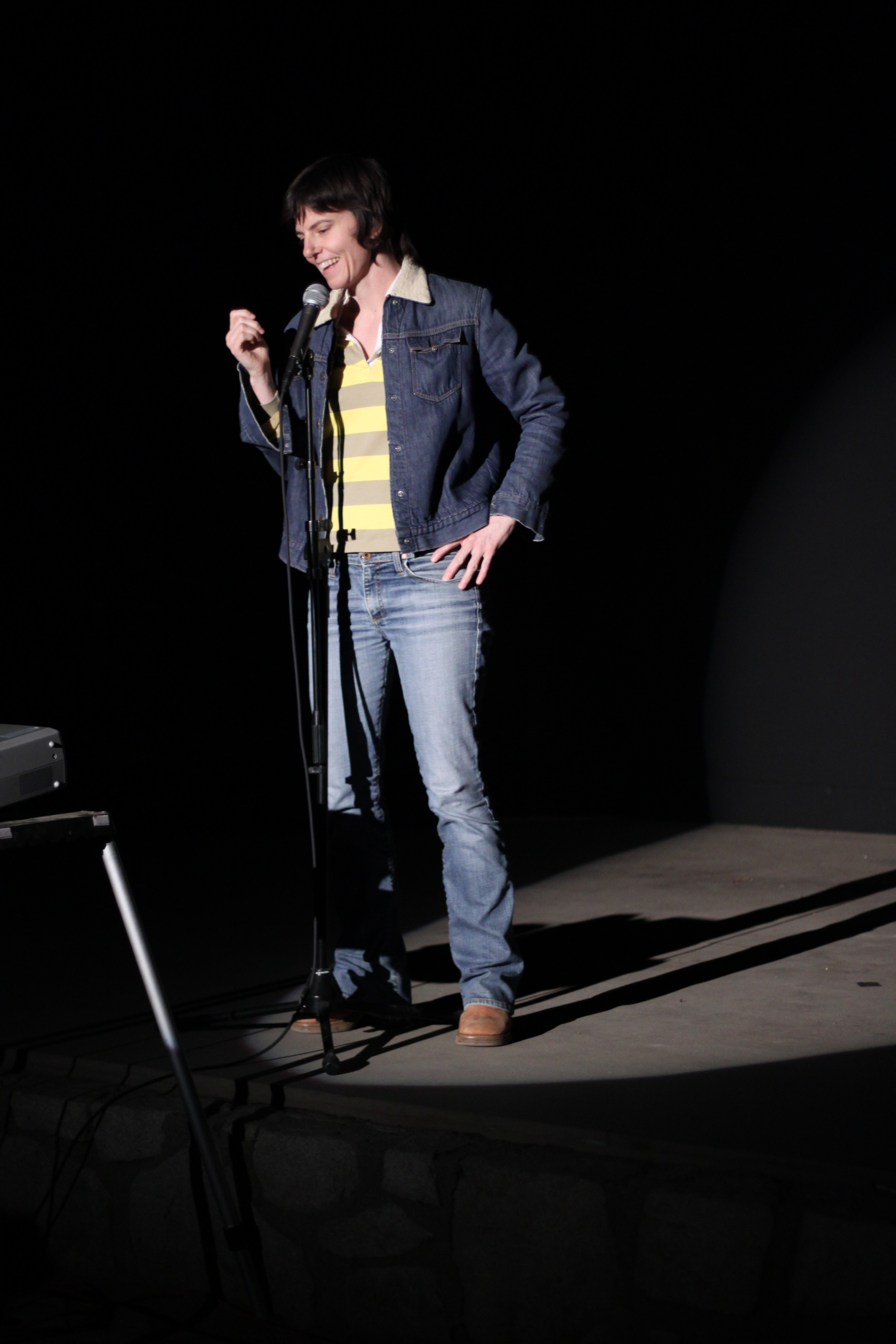
MaxFunCon in 2009
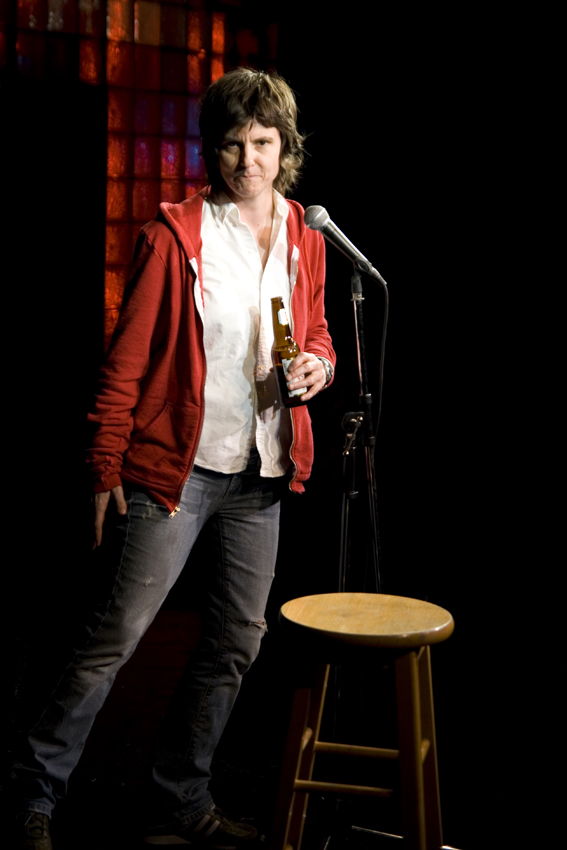
SXSW in 2010
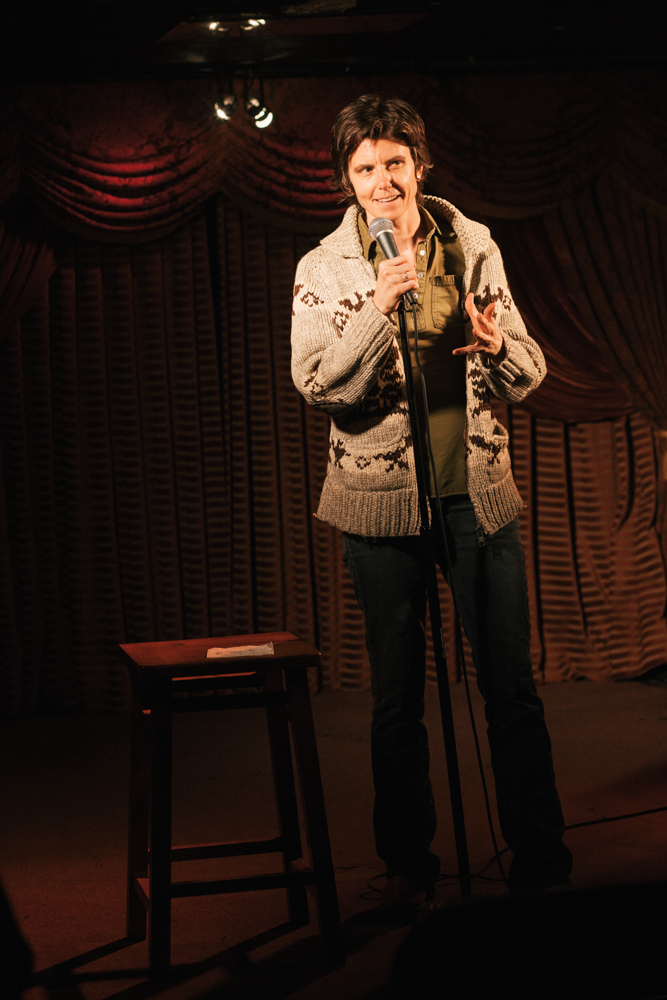
Venice in 2013
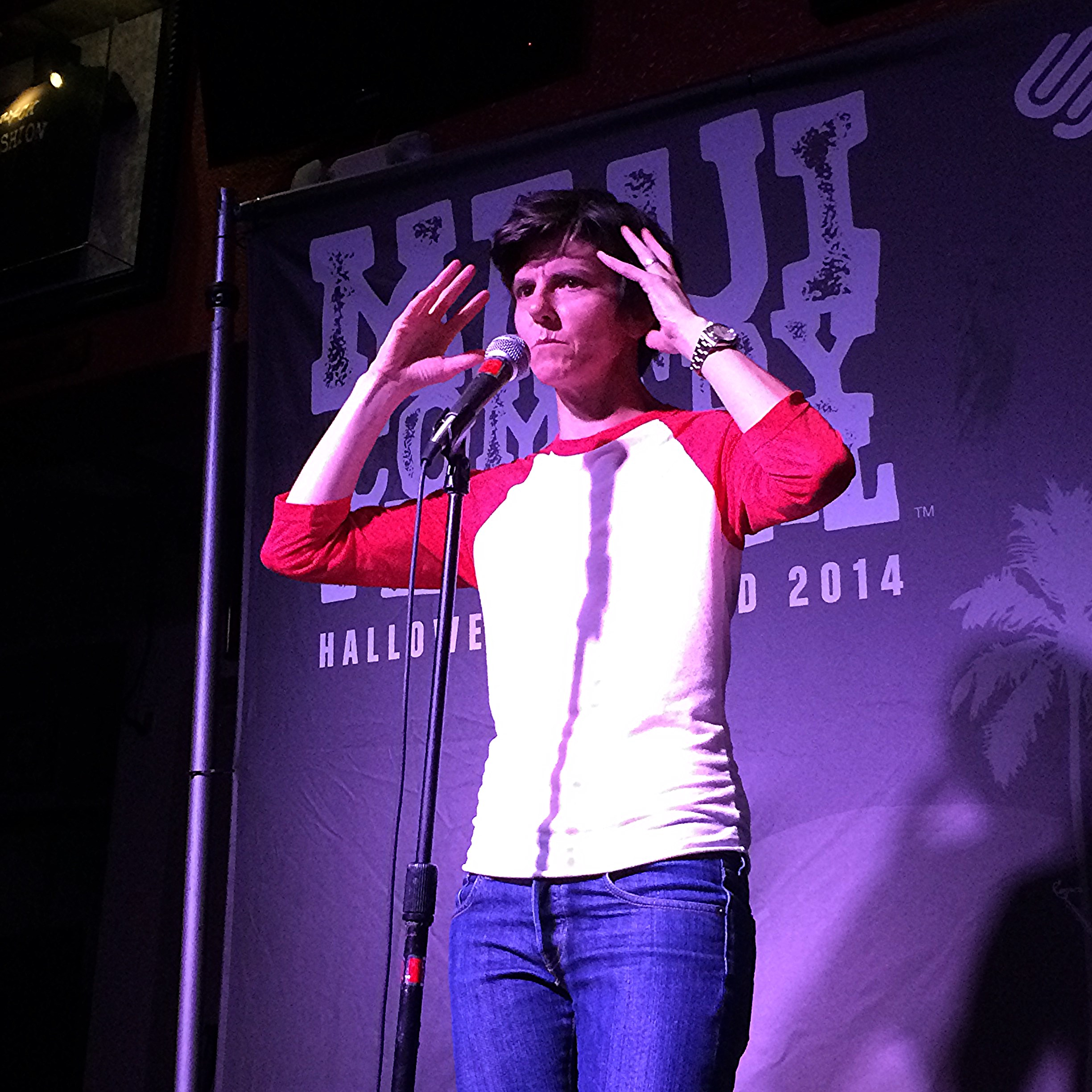
Hawaï in 2014
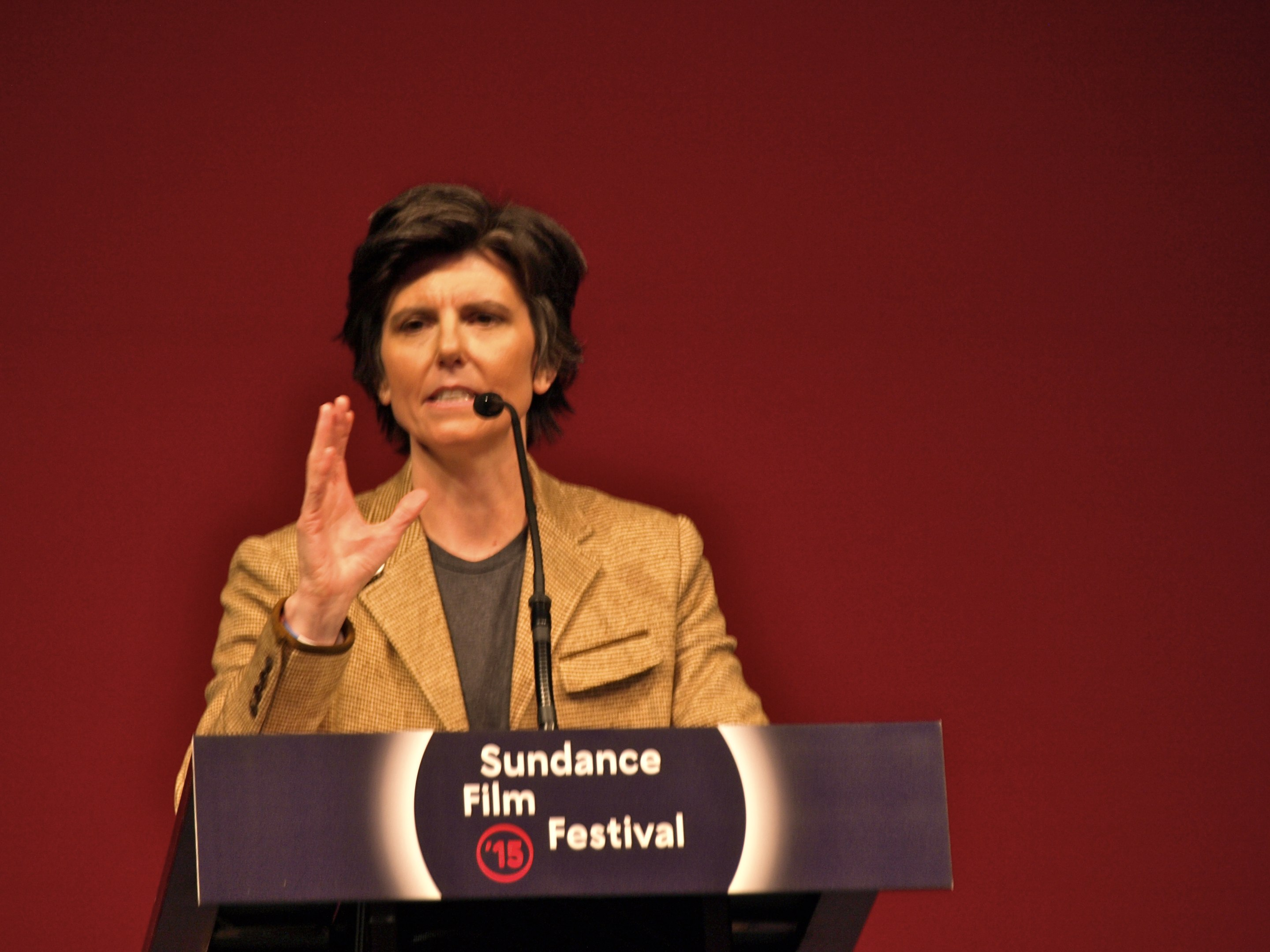
Sundance Film Festival in 2015